# József Orbán
József Orbán (ur. 11 listopada 1958 w Győrze) – węgierski zapaśnik walczący w stylu wolnym. Olimpijczyk z Seulu 1988, gdzie odpadł w eliminacjach w kategorii 62 kg.
Srebrny medalista mistrzostw świata w 1982 i czwarty w 1985. Trzeci na mistrzostwach Europy w 1983 i 1984 roku.
- Turniej w Seulu 1988

Przegrał z Johnem Smithem z USA i Kazuhito Sakae z Japonii.